# Odra Północna

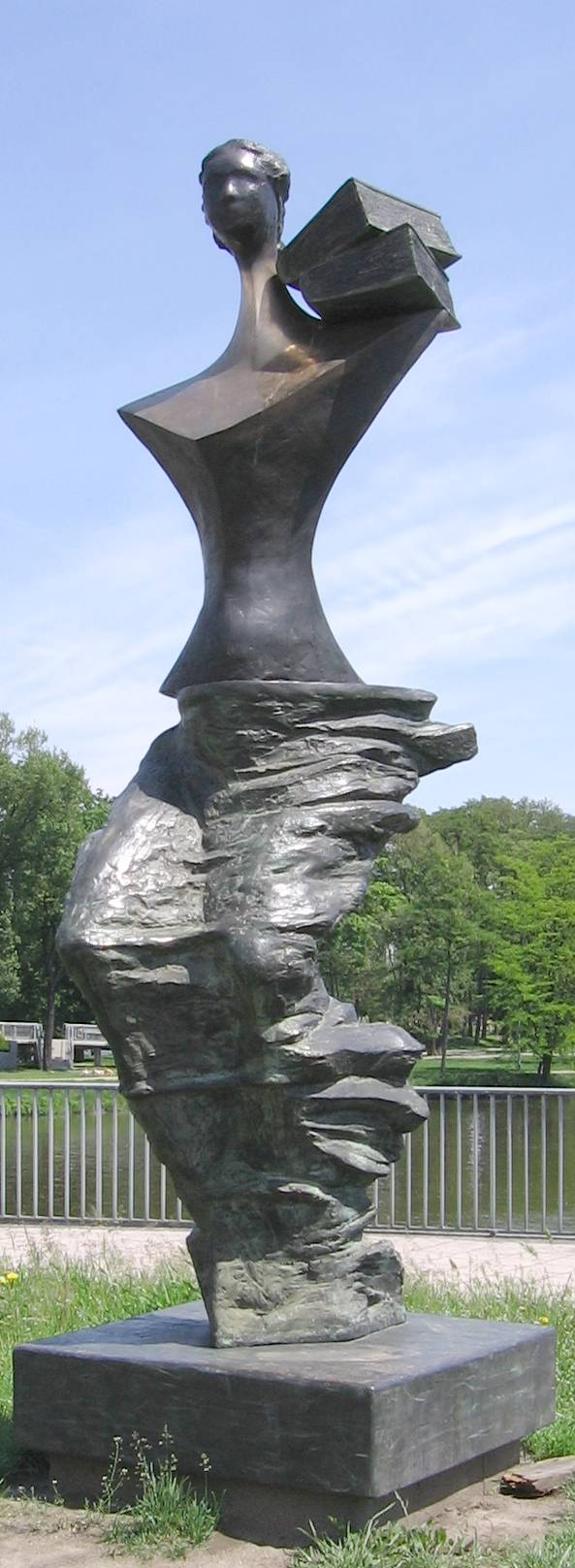
Powodzianka

Odra Północna we Wrocławiu, to ramię rzeki Odry zlokalizowane w Śródmiejskim Węźle Wodnym. W rejonie Stopnia Wodnego Szczytniki Odra dzieli się na Odrę śródmiejską i Starą Odrę. Dalej Odra śródmiejska płynie w kierunku centrum miasta. Tu w rejonie Ostrowa Tumskiego koryto rzeki dzieli się na dwa ramiona rozdzielone Wyspą Piasek: Odrę Północną i Odrę Południową; tu również znajduje się jedna z przystani użytkowanych przez białą flotę – Przystań Kardynalska. Oba ramiona, oraz inne, mniejsze ramiona i kanały, otaczają swoimi wodami wyspy odrzańskie położone centrum miasta: zespół wschodnich wysp odrzańskich. Odra Północna i Południowa ponownie łączą się na krótkim odcinku rzeki przed Kępą Mieszczańska, w około 252 km biegu Odry (w około 1,0 km biegu Odry Północnej). Następnie oba ramiona opływają tę wyspę, a także mniejsze, bezimienne wysepki, by połączyć się ostatecznie za jej północnym przylądkiem. Odra Północna kilometrowana jest oddzielnie, bieg Odry kilometrowany jest wzdłuż nurtu Odry Południowej.
Odra w obszarze miasta jest na całej swej długości rzeką skanalizowaną, co oznacza, że każdy jej odcinek znajduje się w zasięgu oddziaływania, określonego dla danego odcinka rzeki, stopnia wodnego. W przypadku Odry Północnej są to następujące stopnie wodne: górny odcinek – Piaskowy Stopień Wodny, środkowy odcinek – Mieszczański Stopień Wodny, dolny odcinek – Stopień Wodny Rędzin. Ten szlak wodny nie stanowi drogi wodnej w rozumieniu rozporządzenia Rady Ministrów w sprawie śródlądowych dróg wodnych – wykaz śródlądowych dróg wodnych. Śródmiejskie szlaki żeglugowe zostały udostępnione dla żeglugi przez Regionalny Zarząd Gospodarki Wodnej we Wrocławiu. Odra Północna jest tylko częściowo dostępna dla żeglugi. Przeszkodami, które uniemożliwiają poruszanie się jednostek pływających na całej długości tego ramienia rzeki są: Jaz św. Klary oraz jaz i elektrownia wodna Wrocław II (Północna). W rejonie tych dwóch przeszkód poszczególne odcinki są zamknięte dla żeglugi.
Nad Odrą Północną przerzuconych jest szereg przepraw: mostów drogowych i kładek. Część z nich stanowi przedłużenie przepraw przerzuconych również przez Odrę Południową, np. Mosty Młyńskie, Mosty Uniwersyteckie, Mosty Pomorskie itp..
Zagospodarowanie brzegów Odry Północnej wzdłuż jej biegu jest niejednolite. Brzeg prawy to obszar osiedla, jednak wzdłuż samej rzeki stworzony został szerszy lub węższy pas zieleni z bulwarami spacerowymi, promenadą ciągnącą się od Ostrowa Tumskiego do Mostów Mieszczańskich (Bulwar Słoneczny, Bulwar Józefa Zwierzyckiego), dalej brak jest dostępu do zabudowanych nabrzeży koryta. Lewy natomiast brzeg to wyspy. W zespole wschodnich wysp odrzańskich, poza niewielkim obszarem zabudowy Wyspy Piasek (bulwar wzdłuż nabrzeża) i Wyspy Młyńskiej, obszar pozostałych wysp zajmuje zieleń miejska, z wytyczonymi alejami spacerowymi, połączonymi kładkami i mostami, oraz placami zabaw. W wielu miejscach wybudowano schody umożliwiające zejście do samej wody. Inaczej wygląda zagospodarowanie brzegu Kępy Mieszczańskiej. Tu na cyplu rozdzielającym oba ramiona rzeki znajduje się rzeźba – pomnik autorstwa wrocławskiego rzeźbiarza Stanisława Wysockiego pt. "Powodzianka". Dalej między Mostem Uniwersyteckim a Mostem Pomorskim położona jest marina śródmiejska i mała elektrownia wodna. Za Mostem Pomorskim rozciąga się obszar zabudowy mieszkalno usługowej, aż do Mostów Mieszczańskich. Za nimi znajduje się niegdyś niedostępny obszar byłych terenów wojskowych. Znaczna część brzegów Odry Północnej jest umocniona, często są to nabrzeża w postaci umocnionych brzegów skarpowych lub pionowych (albo o dużym kącie nachylania) ścian, w tym masywnych konstrukcji pracujących jako mury oporowe, oblicowane okładziną kamienną, lub ścian murowanych, ceglanych.
| km    | nazwa                                                         | rodzaj           | lewy brzeg             | prawy brzeg   | światło | fotografia |
| ----- | ------------------------------------------------------------- | ---------------- | ---------------------- | ------------- | ------- | ---------- |
| 0+000 | Odra Południowa                                               | bifrukacja       | Odra Południowa        | Ostrów Tumski |         |            |
| 0+200 | Most Tumski                                                   | most             | Wyspa Piasek           | Ostrów Tumski | 52,19 m |            |
|       | Kanał Młyna Maria                                             | bifrukacja       | Kanał Młyna Maria      | Ostrów Tumski |         |            |
|       | Most Młyński Północny                                         | most             | Wyspa Młyńska          | Nadodrze      | 36,6 m  |            |
|       | Upust powodziowy Klary                                        | bifrukacja       | Upust powodziowy Klary | Nadodrze      |         |            |
|       | Upust Klary                                                   | bifrukacja       | Upust Klary            | Nadodrze      |         |            |
| 0+800 | Jaz św. Klary                                                 | jaz              | Wyspa Bielarska        | Nadodrze      | 39,6 m  |            |
|       | Kładka Żabia                                                  | most             | Wyspa Bielarska        | Nadodrze      | 56,52 m |            |
|       | Upust Klary                                                   | ujście           | Upust Klary            | Nadodrze      |         |            |
|       | Kładka Słodowa                                                | most             | Wyspa Słodowa          | Nadodrze      | 48 m    |            |
|       | Odra Południowa                                               | ujście           | Odra Południowa        | Nadodrze      |         |            |
|       | Odra Południowa                                               | bifrukacja       | Odra Południowa        | Nadodrze      |         |            |
|       | Most Uniwersytecki Północny                                   | most             | Kępa Mieszczańska      | Nadodrze      | 79,5 m  |            |
|       | Marina Topacz                                                 | port             | Kępa Mieszczańska      | Nadodrze      |         |            |
| 1+200 | Jaz Elektrowni Wodnej Wrocław II Elektrownia Wodna Wrocław II | jaz, elektrownia | Kępa Mieszczańska      | Nadodrze      | 57,9 m  |            |
|       | Most Pomorski Północny                                        | most             | Kępa Mieszczańska      | Nadodrze      | 84,8 m  |            |
| 1+750 | Most Mieszczański – nowy                                      | most             | Kępa Mieszczańska      | Nadodrze      | 90 m    |            |
| 1+800 | Most Mieszczański – stary                                     | most             | Kępa Mieszczańska      | Nadodrze      | 62 m    |            |
|       | Odra Południowa                                               | ujście           | Odra Południowa        | Nadodrze      |         |            |